# Tizac-de-Curton
Tizac-de-Curton é uma comuna francesa na região administrativa da Nova Aquitânia, no departamento da Gironda. Estende-se por uma área de 3,96 km². Em 2010 a comuna tinha 345 habitantes (densidade: 87,1 hab./km²).